# Złotogłów

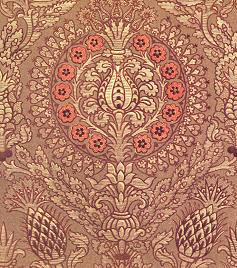
Jedwabny welwet, XVI wiek

Złotogłów – rodzaj bogatej tkaniny z nici złotych lub srebrnych (srebrogłów).
Do połowy XVII wieku złotogłów sprowadzano z krajów znajdujących się pod panowaniem tureckim i perskim. Służył do wyrobu ciężkich, sztywnych szat kobiecych i męskich żupanów, używanych podczas wielkich uroczystości. Ze złotogłowu wyrabiano również kościelne kapy i ornaty, a nawet dekorowano nimi wnętrza.
W XVI wieku był uważany za tkaninę królewską. Ciało Zygmunta Starego ubrano w szaty złotogłowiowe i takież trzewiki. Z biegiem czasu użycie złotogłowu powszechniało, przestał być atrybutem godności królewskiej.
W połowie XVII wieku w miejscowości Brody manufaktura w majątku hetmana Koniecpolskiego zaczęła wyrabiać polski złotogłów. Ciągnione złoto i srebro do okręcania nitek wytwarzano we Lwowie. Organizatorem produkcji był Grek Manuel Korfiński. Produkcja trwała nieprzerwanie do połowy XVIII wieku. Produkcja złotogłowu wśród polskich sztuk tkackich odgrywa w XVII wieku dominującą rolę. Z jego produkcji  rozwinęła się wytwórczość pasów kontuszowych.
W polskim złotogłowie rzadko można znaleźć drobny ornament kwiatowy, charakterystyczny dla tkanin perskich. Posiadał raczej jednolitą płaszczyznę.